# Suicide de Ronnie McNutt
 (juin 2023).
La mise en forme du texte ne suit pas les recommandations de Wikipédia : il faut le « wikifier ».
Les points d'amélioration suivants sont les cas les plus fréquents. Le détail des points à revoir est peut-être précisé sur la page de discussion.
- Les titres sont pré-formatés par le logiciel. Ils ne sont ni en capitales, ni en gras.
- Le texte ne doit pas être écrit en capitales (les noms de famille non plus), ni en gras, ni en italique, ni en « petit »…
- Le gras n'est utilisé que pour surligner le titre de l'article dans l'introduction, une seule fois.
- L'italique est rarement utilisé : mots en langue étrangère, titres d'œuvres, noms de bateaux, etc.
- Les citations ne sont pas en italique mais en corps de texte normal. Elles sont entourées par des guillemets français : « et ».
- Les listes à puces sont à éviter, des paragraphes rédigés étant largement préférés. Les tableaux sont à réserver à la présentation de données structurées (résultats, etc.).
- Les appels de note de bas de page (petits chiffres en exposant, introduits par l'outil «  Source ») sont à placer entre la fin de phrase et le point final[comme ça].
- Les liens internes (vers d'autres articles de Wikipédia) sont à choisir avec parcimonie. Créez des liens vers des articles approfondissant le sujet. Les termes génériques sans rapport avec le sujet sont à éviter, ainsi que les répétitions de liens vers un même terme.
- Les liens externes sont à placer uniquement dans une section « Liens externes », à la fin de l'article. Ces liens sont à choisir avec parcimonie suivant les règles définies. Si un lien sert de source à l'article, son insertion dans le texte est à faire par les notes de bas de page.
- La présentation des références doit suivre les conventions bibliographiques. Il est recommandé d'utiliser les modèles {{Ouvrage}}, {{Chapitre}}, {{Article}}, {{Lien web}} et/ou {{Bibliographie}}. Le mode d'édition visuel peut mettre en forme automatiquement les références.
- Insérer une infobox (cadre d'informations à droite) n'est pas obligatoire pour parachever la mise en page.

Pour une aide détaillée, merci de consulter Aide:Wikification.
Si vous pensez que ces points ont été résolus, vous pouvez retirer ce bandeau et améliorer la mise en forme d'un autre article.
 (juin 2023).
Ronald Merle McNutt
Le 31 août 2020, Ronnie McNutt, un Américain de 33 ans, s'est suicidé en se tirant une balle sous le menton avec une carabine à un coup, en diffusant l'acte en direct sur le réseau social Facebook.
Cette affaire est devenue virale à la fois pour l'insensibilité de certains internautes à l'égard de la mort de McNutt, ainsi que pour la lenteur de réponse de Facebook, qui a laissé la vidéo être diffusée sur de nombreuses autres plateformes, laissant de nombreuses personnes la voir avant qu'elle ne soit supprimée.
La plateforme TikTok s'est également distinguée par la lenteur de sa réponse, puisque la vidéo, apparue dans les suggestions de nombreux utilisateurs, n'a été supprimée qu'au bout d'un certains temps, conduisant certains utilisateurs à boycotter l'application.
Cette affaire a permis une meilleure sensibilisation générale au sujet du suicide, mais également au sujet du devoir de diligence des réseaux sociaux au sujet de la protection des utilisateurs,

## Vie et carrière
Ronald Merle McNutt résidait à New Albany, Mississippi, et avait servi dans la réserve de l'armée américaine, notamment en Irak.
McNutt travaillait dans une usine Toyota. Il a souffert de nombreux problèmes de santé mentale, notamment une dépression ainsi qu'un trouble de stress post-traumatique (ce dernier étant une conséquence directe de son implication durant la guerre en Irak entre 2007 et 2008).
McNutt venait également, au moment de son suicide, de rompre avec sa petite-amie. Certains médias ont également déclaré qu'il avait perdu son emploi pendant la pandémie de COVID-19, bien que le journal Rolling Stone l'ait démenti. Il était un chrétien qui fréquentait régulièrement l'église.

## Suicide
Le 31 août 2020, McNutt a lancé un livestream sur Facebook. Au départ, Steen (meilleur ami de McNutt) ne fut pas étonné puisque McNutt était un habitué de ce genre de diffusions. Il fut, cependant alerté lorsqu'il s'est rendu compte que son ami était en état d'ébriété et qu'il était armé d'une carabine.
Joshua Steen aurait tenté d'intervenir à plusieurs reprises, notamment lorsque McNutt a fait feu dans le vide. Il a confié avoir espéré durant toute la diffusion que Facebook arrête la diffusion. Cependant, la plateforme a refusé de couper la vidéo en direct, puisque, selon elle, la diffusion du suicide de McNutt ne violait en rien les conditions d'utilisation de la plateforme.
Alors que la diffusion en direct se poursuivait, le Samsung Galaxy S10 de McNutt ne cessait de sonner. Le dernier appel qu'il a reçu fut celui de son ancienne petite-amie. Il y a répondu, et s'est ensuivie une dispute entre les deux.
Après que son ancienne petite-amie a raccroché, McNutt prit sa carabine et prononça : "Hey guys, I guess that's it", ce qui signifie : "Les gars, je crois que ca suffit.". Il a ensuite visé son menton et s'est tué par balle au moment où quelqu’un l’appelait. La police est intervenue quelques secondes après le coup de feu.